# 延斯-彼得·黑罗尔德
延斯-彼得·黑罗尔德（德語：Jens-Peter Herold，1965年6月2日—），德国男子田径运动员。他曾代表东德、德国参加1988年和1992年夏季奥林匹克运动会田径比赛，其中1988年奥运会获得一枚铜牌。